# Bosniaci
Bosniacii (în bosniacă Bošnjak, pl: Bošnjaci) sunt un grup etnic din ramura slavilor de sud, care locuiesc în principal în Bosnia și Herțegovina, cu o populație autohtonă redusă în Sandžak, Kosovo, Croația și Macedonia de Nord. Bosniacii sunt descriși ca fiind legați de regiunea istorică bosniacă, aderenți în mod tradițional la Islam și la limba și cultura comună.